# Jesús Guridi

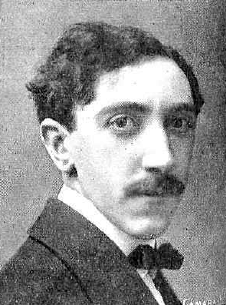
Jesús Guridi in 1915

Jesús Guridi Bidaola (Vitoria-Gasteiz, 25 september 1886 - Madrid, 7 april 1961) was een Spaans operacomponist en organist. Zijn bekendste werk is El caserío.

## Levensloop
Guridi werd geboren als kind in een zeer muzikale familie, zijn grootvader N. Ledesma was ook organist en componist, werd zijn talent al vroeg ontdekt. Hij had een duidelijk talent voor de piano waarop hij zijn eigen werken speelde met een opmerkelijke vaardigheid, elegantie en flexibiliteit.
Hij ging studeren aan het Real Conservatorio Superior de Música de Madrid onder andere bij Valentín Arín (1854-1912) in harmonie. Van 1904 tot 1906 studeerde hij aan het Conservatorium te Bilbao onder andere bij José Sainz Basabe (1865-1948). Op zijn zestiende ontving hij een beurs waarmee hij twee jaar piano en orgel kon studeren aan de Schola Cantorium in Parijs bij G.M. Grovlez orgel, bij Abel Decaux (1869-1943) compositie, bij A. Sérieyx contrapunt en bij Vincent d'Indy fuga. Na deze studie ging hij naar Brussel om zich verder te bekwamen in het componeren bij Joseph Jongen (1873-1953). Hij bleef daar twee jaar en ging toen naar Keulen om te studeren bij Otto Neitzel (1852-1920).
Teruggekeerd in Bilbao werkte hij als organist in verscheidene kerken (Los Santos Juanes en Basilika del Señor Santiago), gaf orgelles en dirigeerde verschillende ensembles. Zijn orgelcomposities waren opmerkelijk en als organist was hij vermaard om zijn improvisatietalent. In 1911 werd hij dirigent van de Sociedad coral (koorvereniging) van Bilbao waarvoor hij veel werken schreef, zoals populaire Baskische liederen.
Van 1912 tot 1930 was hij professor in compositie en voor orgel aan het Conservatorio Vizcaíno de Música te Bilbao. Daarnaast was hij nog vanaf 1939 professor voor orgel aan het Real Conservatorio Superior de Música de Madrid. Vanaf 1956 was hij daar tevens directeur tot aan zijn dood in 1961.
In 1947 werd hij lid van de Real Academia de Bellas Artes San Fernando. In 1952 werd hij onderscheiden met de Gran Cruz de Alfonso X del Sabio en werd eveneens ereburger van zijn geboortestad Vitoria-Gasteiz. Sinds 1952 draagt het conservatorium te Vitoria-Gasteiz zijn naam. In 1957 werd hij ereburger van de stad Bilbao.
Hoewel hij zijn laatste jaren in Madrid doorbracht heeft hij zijn Baskische achtergrond nooit verloochend. Bij zijn overlijden stond hij bekend als dé componist van Baskenland.

## Composities

### Werken voor orkest
- 1916 Una aventura de Don Quijote, symfonisch gedicht
- 1941 Diez melodías vascas, een reeks korte orkeststukken - een uiting van diep nationalistische gevoelens, behorende tot zijn bekendste werken
- 1946 Sinfonia Piranaica
  1. Andante Sostenuto - Allegro Molto Moderato - Poco Meno Mosso - Allegro Modera
  2. Presto Non Troppo - Andante Sostenuto
  3. Allegro Brioso
- 1956 Homenaje a Walt Disney, voor piano en orkest
- Leyenda vasca
- Plenilunio - Espatadantza

### Werken voor banda (harmonieorkest)
- 1941 Diez melodías vascas, een reeks korte orkeststukken
  1. Narrativa
  2. Amorosa
  3. Religiosa
  4. Epitalamica
  5. De Ronda
  6. Amorosa
  7. De Ronda
  8. Danza
  9. Elegiaca
  10. Festiva
- Preludio tot de 2e acte uit de zarzuela "El caserío"

### Muziektheater

#### Opera's
| Voltooid in | titel   | aktes             | première                                                            | libretto                 |
| ----------- | ------- | ----------------- | ------------------------------------------------------------------- | ------------------------ |
| 1912        | Miretxu | 2 bedrijven       | (1910 in Bilbao eerst als zarzuela; in 1912 omgewerkt in een opera) | Alfredo Echave           |
| 1910-1920   | Amaya   | 3 aktes en epilog |                                                                     | José M. Arroita Jauregui |

#### Zarzuela
| Voltooid in | titel               | aktes   | première | libretto                                    |
| ----------- | ------------------- | ------- | -------- | ------------------------------------------- |
| 1926        | El Caserio          | 3 aktes |          | Guillermo Fernández Shaw en Federico Romero |
| 1927        | En un barco fenicio |         |          |                                             |
| 1928        | La Meiga            | 3 aktes |          | Guillermo Fernández Shaw en Federico Romero |
| 1931        | La Cautiva          |         |          |                                             |
| 1936        | Mari-Eli            |         |          |                                             |
|             | Acuarelas vascas    |         |          |                                             |

### Werken voor koor
- Goiko mendiyan
- Aldapeko
- Ni ez naiz zomorrua
- Boga boga
- Canta el gallo tempranero
- Eusko irudiak (Baskische scènes), voor koor en orkest

### Vocale muziek
- Een verzameling van populaire Baskische liederen, waaronder zijn meesterwerk Asi cantan los chicos (1915)
- 1943 Seis canciones castelanas
  1. No quiero tus avellanas
  2. Como quieres que adivine
  3. Allá arriba, en aquella montaña
  4. ¡Sereno!
  5. Llámale con el panuelo
  6. Mañanita de San Juan
- Canciones vascas
  1. Ala Baita
  2. Arantzazura
  3. Zorabiatua Naiz
  4. Alabatua

### Kamermuziek
- 1934 Cuarteto en sol majeur - (Strijkkwartet no. 1)
- 1949 Cuarteto en la menor - (Strijkkwartet no. 2)
- Zeven stukken voor harp
  1. Viejo Zortzico
  2. Nere Maitea
  3. Aritz Adarean
  4. Ator, Ator mutil
  5. Agurea Zarkilun
  6. Garizuma Luzerik
  7. Zorabitatua Naiz

### Werken voor orgel
- 1906-1907 Fantasia para gran órgano
- 1951 Escuela española de órgano
  1. Introducción
  2. Capriccio
  3. Cantinela
  4. Himno
  5. Improvisación
  6. Canción vasca
  7. Salida
  8. Interludio
  9. Plegaria
  10. Preludio
  11. Pastorela
  12. Villancico
  13. Glosa (Puer natus est)
  14. Extasis
  15. Fuga
  16. Adagio
  17. Ave Maria
  18. Ofertorio I
  19. Ofertorio II
  20. Toccata
- Variaciones sobre un tema vasco
- Preludio
- Fantasía
- Interludio
- Tríptico del Buen Pastor
  1. El rebaño
  2. La oveja perdida
  3. El buen pastor
- Misa a San Gabriel

### Werken voor piano
- 8 Apuntes, voor piano
  1. Amanecer
  2. Canción Vasca
  3. Danza Rústica
  4. Canto De Arriero
  5. Romanza
  6. Cortejo Funebre
  7. Rumor De Agua
  8. Marcha Humorística
- Cantos Populares Vascos
- Danzas Viejas
  1. Tamboreillo De Navidad
  2. Muerdago - Zortzico Del Dolor
  3. La Carrasquilla
- Lamento e imprecacion e Agar
- Tres piezas breves
- Vasconia
  1. Viejo Carillon
  2. Leyenda
  3. En El Chacoli - Tocata Festiva